# Apicotermes
Apicotermes es un género de termitas isópteras perteneciente a la familia Termitidae que tiene las siguientes especies:
1. Apicotermes aburiensis
2. Apicotermes angustatus
3. Apicotermes arquieri
4. Apicotermes desneuxi
5. Apicotermes emersoni
6. Apicotermes gosswaldi
7. Apicotermes gurgulifex
8. Apicotermes holmgreni
9. Apicotermes fumosus
10. Apicotermes kisantuensis
11. Apicotermes lamani
12. Apicotermes occultus
13. Apicotermes porifex
14. Apicotermes rimulifex
15. Apicotermes tragardhi
16. Apicotermes uelensis